# Real Bolívar Fútbol Club
El Real Bolívar Fútbol Club, cuyo nombre oficial es "Real Bolívar COL Fútbol Club" fue un equipo de fútbol perteneciente a la Segunda División A de Venezuela. Fue fundado el 31 de julio de 2008, y jugaba en el Complejo Deportivo 5 de Julio de Lagunillas, estado Zulia.
El nombre del equipo surge de la afición de su presidente, José Mosquera, que es descendiente de españoles, por el Real Madrid CF, debido a esto, está presente el "Real" y el "Bolívar" en referencia al libertador Simón Bolívar y también debido a que, en un principio, el equipo contó con el apoyo de la alcaldía del Municipio Simón Bolívar (Zulia) y el "COL" en referencia a la zona del Zulia donde hace vida el equipo, la Costa Oriental del Lago de Maracaibo.

## Historia
El equipo fue fundado en el 2008, en su primera temporada resultó campeón de la Tercera División de Venezuela 2008-09, luego por un cupo libre ascendió a la Segunda División A de Venezuela.
En su debut en esta categoría dio una gran sorpresa, pues a pesar de que todos lo daban como un fijo al descenso y a pesar de tener deudas de más de 5 meses ganó el clausura de su grupo, donde clasificó al cuadrangular de ascenso, junto a Llaneros de Guanare FC, Angostura FC y Tucanes de Amazonas, torneo en el que hizo muy buenos partidos, y en el que lucho hasta el final, quedando en la última fecha el encuentro definitivo contra Tucanes de Amazonas en Puerto Ayacucho, donde frente a más de 10 000 personas estuvo a punto de coronar el ascenso a primera, sin embargo al final perdió 3-1, dándole el cupo a los amazonenzes y quedando un año más en la Segunda categoría.
Para la temporada 2011-2012 de la Segunda División de Venezuela las cosas no le salieron tan bien al equipo verdiblanco de la Costa Oriental del Lago de Maracaibo en el Torneo Apertura, quedando séptimos en el Grupo Occidental con 16 puntos, teniendo que disputar su permanencia en el Torneo Clausura. En el Clausura, tampoco podría mejorar mucho su nivel y no pudo alcanzar el objetivo de permanecer una temporada más en la Segunda División de Venezuela.
Tras muchos problemas económicos, el equipo verdiblanco desiste de participar en la Tercera División de Venezuela para la temporada 2012-2013, y desaparece.

### Cuerpo Técnico 2011
- Entrenador: Jesús Rodríguez
- Asistente Técnico: Freddy Alvarado
- Preparador Físico: Yohan Rodríguez
- Delegado: Willfredo Mirabal
- Médico: José Hernández
- Utillero: José Manzanilla
- Kinesiólogo: Ivan Estrella
- Jefe de seguridad: Javier Fernández
- Jefe de Prensa: Enne Franco

- Datos: Q6101748